# Медицинска астрологија
Медицинска астрологија, астромедицина или примена астрологије у медицини (лат. astrologia medica) је је грана астрологије, која проучава здравље и предзнаке или симптоме који воде ка болестима човека, указује на периоде живота у којима ће особа бити подложна болестима, када ће се болест развије и какав ће бити њен ток. О снажној повезаности астрологије и медицине сведочи и податак да је већина италијанских универзитета на којима се изучавала медицина у средњем веку, међу својим запосленима имала и једног до три професора астрологије - астрономије, који би уз астролошке теме предавали и неки медицински предмет.
У савременом свету, оптерећеном бројним социјалним и психосоматским пробелемима, медицинска астрологија нашла је погодно тло да се шири, развија и улази у све поре наших живота, паралелно са традиционалном и научном медицином. Од савета медицинског астролога болестан човек много очекује. Да ли ће бити операције или неће, да ли ће се ићи на хемотерапију или неће да ли ће се трудноћа успешно окончати итд. У таквим условима медицинска астрологија је постала најсуровија грана астрологије која се непрестано сусреће са тешким, терминалним патологијама, за која покушава да предложи или наговести решење, а њега нажалост у терминалним стањима болести често нема. Зато пацијенти треба да буду свестни да користећи услуге медицинске астрологије преузмају одговорност за последице примљених савета астролога - у супротном боље је да се овим не обраћају. У том смислу, треба посебно нагласити, да без консултације са неким ко је лекар, информације медицинских астролога, увек треба примати са резервом.
И пре свега, треба бити на опрезу у прихватању и савета и метода астромедицини, јер се она сматра парамедицинскoм науком, незаснованом на проврљивим научним доказима, па зато у ставовима и тумачењима у астромедицини стоји опаска да „свака терапија није добра за све, јер су енергетски потенцијали различити, па оно што одговара једној особи, априори неће бити добро за другог.” Медицински астролог не лечи, болеснике, осим ако медицински астролог није истовремено и лекар, или евентуално хомеопата; нити медицинског астролога треба сматрати исцелитељем: јер се његов рад заснива на висококвалификованој прогнози могућих лоших утицаја који су се већ испољили као болест, и да ће се (ако се не предузму никакве мере) и даље испољавати као болест, са евентуалним све тежим последицама.

## Историја

### Александријска медицинска школа оснивач астромедицине
Зачетке медицинске астрологије налазимо делима лекара и филозофа из грчко-александријског периода. Филозофи, али пре свега лекара Александријске медицинске школе посезали су за астрологијом и ценили је као умеће које значајно помаже човеку.
Уз све разлике између астрологије и медицине, које су заправо умећа - artes (а медицина је то заправо све до 19. века, премда се о таквом њеном одређењу и данас воде жустре расправе), постоје значајне везе. Обе се дисциплине темеље се на посматрању и искуству и укључују теоријски и практични аспект. Ако уважимо чињеницу да је астрологија пре свега грана дивинације, дакле прорицања, јасно је да је бар један део медицине, тј. прогностика, може довести у везу са астрологијом. Ако се међутим осврнемо на историју медицине и пођемо од грчке медицине, видећемо да је према многим изворима већ од Хипократа (који је уважавао многа астролошка правила) астрологија кроз историју медицине представља њен значајан део.
На улоге астрологије у медицини, указује велика групау текстова тзв. популарног херметизма, списа приписана легендарним Египћанима Нехепсу и Петозирису и Хермесу Трисмегистосу (који се сматрао заштитником астрологије и алхемије), датирана већ у 3. веку п. н. е, у којима је откривена веза између астрологије и медицине. У њиховим делима ради се углавном о текстовима који прорађују подручје ботанике, минерологија, али и медицине и медицинске астрологије. У њима се одређене лековите биљке и минерали, али и делови људског тела повезују са знаковима зодијака, с планетама и њиховим међусобним положајима итд. У свим тим астролошко-алхемијско-магијским трактатима основна претпоставка је теза о међусобној повезаности свих делова космоса, теза о деловању закона симпатије и антипатије.
Астрологија притом има важну улогу у медицини, не само у предвиђању тока болести, већ и у њихоовом лечењу. Веза између астрологије и медицине наглашена је и у делима Клаудија Птолемеја (2. век), нарочито у онима у којима из астрологије, попут Quadripartituma i Centiloquiuma – дела, које су обилно користили и лекари, а које су постојала и под називом Кαρπος, и које му се приписивала и умножавала кроз читав средњи век и ренесансу (касније се међутим та атрибуција показала неисправном).

### Астрологија у западној медицини
Постоји теза да су арапски мислиоци уведени на Запад преко астрологошких списа. Притом су значајну улогу одиграле пре свега толедска и салернитанска школа преводилачка и медицинска школа. Салерно који је у 9. веку, био један од најјачих медицински центара у Европи, својим преводима арапских лекара, омогућио је да на Западу започне владавина арабизираног галенизма.
Сличну улогу за посредно преношење Аристотелове природне филозофије на Запад, имали су његови астролошки списи, о чему говори у свом делу и Херман Далматина, који међу првима користи Аристотелову филозофију као основ за утемељењем специфичног астрологијског корпуса присутног у његовој филозофији (о чему сведоци његово дело De essentiis). За присталице аристотеловог концепта све промене биле су облик кретања, тако да су по њима биологија и психологија потпадале под „физику”, као манифестације промена на вишим сферама. Посматрајући окружење из ове перспективе астролози, проучавајући кретање небеских тела, и тиме су се они заправо бавили „физиком”.
Међутим упркос таквом „земаљском” називу, у пракси су лекари били поприлично мањкави, те би у време епидемија куге без гриже савести побегли из града и оставили „нижим” медицинским практичарима, односно хирурзима и емпирицима (неквалификованим медицинарима), да се брину о болесницима.
Оваквом приступу допринело је и ослањање на Галена и сколастички приступ медицини. „Физици” су углавном тумачили његове често контрадикторне текстове те разбијали главе због разлика између Галеновог и хипократског приступа некој истој теми (на пример где и када убости за пуштање крви), тако да се нису ослањали на праксу и експеримент сматрајући их „нижим послом”.
Сам Гален, најутицајнији римски лекар, рекао је како онај који жели бити велики лекар првенствено мора бити филозоф, стога су физици држали да је медицина наука која се учи из књига, а не наука која се развија путем искуства.
Кроз историју западне медицине одређена су два основна приступа здрављу односно болести, препозната још у грчкој медицини, а везана уз једно од битних питања медицине (питање, о самој основи медицине). Та два питања изазвала су поларизацију мислилаца на оне који држе до тога; да се медицина као умеће темељи на искуству, које се примарно концентрише на симптоме болести и њиховом излечењу, и одбацују свако теоретисање (па чак и хуморауи теорију) о узроцима болести, и оне друге који узроке болести, а онда и човека уопште посматрају и тумаче из једног ширег, метафизичког и космологијског контекста, што од најранијих времена често укључује и астрологију. Ова два основна усмерења остаће одређење за читаву историју медицине запада.
Осим тога ова природна астрологија (astronomia naturalis) која је уз прогнозирање времена путем положаја планета, укључивала и учење о утицају планета на здравље човека, није била на удару Цркве попут своје сестре, јудицијске астрологије која се бавила личним и сигурним прогнозама. Средњевјековна и ренесансна универзитета нису издавала посебне дипломе за саму астрологију већ се она учила у склопу медицинских студија. У том смислу сваки студенте медицине у средњовековној медицини запада био је обавезан да студира астрологију; најчешће четворогодишњи курс у кроз који је био обавезнан да изучи Еуклидово дело Елеменати и Sacroboscova списа De sphaera. Док је наставник астрологије био дужан да поред држања предавања, издаје алманахе за потребе лекара (једна од главних обавеза била му је да сачини астрономски коришћење за медицинску употребу.
Већ у хеленистичкој медицини, с обзиром на наведена два приступа (медицинског и астролошког), постоји разликовање између лекара емпиричара и лекара рационалиста. И у средњем веку разликоваће се „емпирици”, практичари усмерени примарно на лечење болести, који су углавном без академског образовања и у лечењу се ослањају примарно на искуство, и теоретичари, „пхисици”, који студирају медицину на универзитетима заједно са природном филозофијом и којима је циљ на основу уочених основних принципа природе да раде према превентивним упутствима о здравом начину живљења, а који се састоји примарно у усклађивању с космичким начелима. „Пхисици” држе да се здравље, што према грчкој концепцији укључује здравље тела и здравље духа, темељи на природној равнотежи; претпоставка му је живот у складу са природом. Дужност је лекара „пхикуса” била примарно да саветује о томе како равнотежу (грч. κρασις; равнотежа) својстава топлог, влажног, сувог и хладног, што произлази из мешавине елемената у људском телу успоставити и одржати. Из таквих ставова проистекла је примарно „дијететска” медицина.

## Повезаност тела са зодијачким знацима у медицинској астрологији
Зодијак или зодијачки знаци (од грчке речи зодион (грч. ζῴδιον), животињски круг) представља замишљени појас или прстен на небеској сфери у коме се налазе 13 сазвежђа: Ован, Бик, Близанци, Рак, Лав, Девица, Вага, Змијоноша, Шкорпија, Стрелац, Јарац, Водолија и Рибе. Простире се 8-9° лучних степени северно и јужно од еклиптике, путање по којој Сунце врши своје привидно годишње кретање. Сунце проводи различито време у сваком од ових 13 сазвежђа током године. Традиционално (у астрологији) су у употреби 12 сазвежђа зодијака (свако тачно по 30° круга), без сазвежђа Змијоноше (мада се оно чак и у Алмагесту спомиње као зодијачко). Данас се услед прецесије време обитавања Сунца у једном зодијачком сазвежђу не поклапа са периодом трајања зодијачког знака у астрологији (разлика је око месец дана). Зодијак и зодијачки знаци су познати још од 2400. године пре нове ере, код Египћана. Некада су служили за одређивање календара, а затим су употребљавани у сврхе врачања и прављења хороскопа.
Проширени зодијак су сва сазвежђа у којима могу да се нађу Сунце, планете и Месец и има више од 20 оваквих сазвежђа.
Медицински астрологија се служи зодијачким знацима (сазвежђима) у тумачењу болести и других стања у човековом телу које дооводи у везу са сваким од ових знакова почев од главе (Ован) до пете (Рибе), на следећи начин:
- Ован - глава, лице, мозак, очи
- Таурус - грло, врат, тироидна жлезда, вокални тракт
- Близанци - руке, плућа, рамена, нервни систем, мозак
- Рак - сандук, груди, стомак, цревни тракт
- Лав - срце, груди, кичме, кичмени стуб, горњи део леђа
- Девица - систем за варење, црева, слезина, нервни систем
- Либра - бубрези, кожа, лумбална регија, задњица
- Шкорпија - репродуктивни систем, полни органи, црева, који лучи систем
- Стрелац - кукови, бутине, јетра,
- Јарац - колена, зглобова, скелетни систем
- Водолија - скочни зглобови, циркулаторни систем
- Рибе - стопала, прсти, лимфни систем, масно ткиво

У западној астрологији поред сазвежђа и планете су такође повезани са одређеним деловима и функцијама у организму:
- Сунце - срце, кичма, а општи виталност
- Месец- стомак, дигестивни систем, женски органи, лимфни систем
- Меркур - мозак, централни нервни систем, тироидна жлезда, пет чула, руке
- Венера - грло, бубрези, тимуса, чуло додира, јајници
- Марс - мишићи, глава, надбубрежне жлезде, чула мириса и укуса
- Јупитер - јетра, бедра, ноге, раст, хипофиза
- Сатурн - кожа, коса, зуби, кости, одбрамбени систем организма, слезина
- Уран - параштитне жлезде, неуронске активности, аура
- Нептун - епифиза, психичко лечење
- Плутон - панкреас, метаболизам, елиминација штетних материја

## Место медицинске астрологије у лечењу
Савремена медицина кроз вишегодишње искуство и непрестана биомедицинска истраживања створила је богат фонд знања о дијагностици и прогнози болести и у начелу на бави се могућом будућношћу пацијента, већ претежно реагује када се нека болест већ деси.
У међупростору између реалног стања здрваља (којим се бави научна медицина) и предвиђања могућег стања здравља у блиској или даљој будућности (којим се бави астромедицина) своје место и простор за деловање нашла је медицинска астрологија, са циљем да попуни тај недостајући међупростор између истраженог стања пацијента, његове садашње терапије и будућег развоја болести.
Како се према ставовима медицинске астрологије може унапред дати астролошка прогноза тока болести, по њеним начелима, може се унапред и нешто у тој области и предузети како би се болест ублажила или што је могуће више елиминисали њени знаци и симптоми. У тим настојањима на медицинску астрологију природно се наставља астрохомеопатија - прописивање енергетских лекова који „троше” лошу енергију планете и тако доприносе оздрављењу.
Медицински астролог у свом раду посеже за свим астролошким техникама и методама на основу којих жели нешто сазнати о природи болести. У том смислу добро обучен медицински астролог мора, пре свега, бити компетентан астролог, који добро познаје све могућности астролошких техника и начина њихове примене за добробит корисника његових услуга и њиховог здравља.
Међутим како даје савете о лечењу али сам не лечи, медицински астролог мора бит у непосредној вези са лекарима и исцелитељима, и да зна њихове хороскопе како би анализом упоредних хороскопа доносио одлуке кога пацијент даље треба да види. На сличан начим медицински астролог одређује и врсту терапије нпр. хомеопатија, Бахове цветне капи, вибропатија, масажа, стандардна медицина итд.
Данас се примена медицинске астрологије и астрохомеопатије постепено шири у свету, јер се, према ставовима њених присталица, ради се о древним наукама које данас тек треба да добију свој замах захваљујуци пре свега интернету, и другим медијима (штампа, радио телевизија...).